# Viktor Spěváček
Viktor Spěváček (24. listopadu 1888, Klatovy – 4. července 1941, Koncentrační tábor Terezín) byl právník, československý voják, legionář a generál, úředník ministerstva obrany, člen ilegální vojenské odbojové organizace Obrana národa a představitel II. československého odboje (proti nacismu).

## Život

### Před první světovou válkou
Viktor Spěváček se narodil 24. listopadu 1888 v Klatovech. V letech 1899 až 1907 navštěvoval reálné gymnázium v Praze. Po maturitě od července roku 1907 začal studovat práva na Právnické fakultě české univerzity v Praze. Jeho vysokoškolské studium ale bylo přerušeno vojenskou službou u c. k. pěšího pluku č. 75, kde nastoupil v říjnu 1908. Ke studiu práv se ovšem vrátil v říjnu 1909 poté, co absolvoval školu jednoročních dobrovolníků, kterou opouštěl s hodností kadeta. Studium na Právnické fakultě české univerzity v Praze přerušil z rodinných důvodů na jaře roku 1910. Poté pracoval jako bankovní úředník v Kralovicích.

### První světová válka
Po vypuknutí první světové války byl v srpnu 1914 mobilizován a povolán (jako záložní důstojník) k c. k. pěšímu pluku 58 a jako velitel čety (v hodnosti poručíka) byl s touto jednotkou nasazen na ruskou frontu. Funkci velitele roty vykonával od května 1915, ale v červenci 1916 padl do zajetí a byl odeslán do důstojnického zajateckého tábora v Carycinu. Do československých legií na Rusi vstoupil (jako dobrovolník) v červnu 1917 a následně v Borispolu absolvoval důstojnický kurz. Od října 1917 mu byla svěřena funkce velitele čety 6. československého střeleckého pluku; rotě 2. československému střeleckého pluku velel od května 1918 a od března 1919 už vykonával funkci zástupce velitele praporu 7. československého střeleckého pluku. Zpět do Československa se vrátil v červnu 1920 v hodnosti kapitána.

### Mezi světovými válkami
V srpnu 1920 byl přijat do československé branné moci. Konceptním důstojníkem vojenského oddělení prezidiálního odboru Ministerstva národní obrany se Viktor Spěváček stal v srpnu 1920 a během práce na ministerstvu obrany dokončil i svoje vysokoškolská právnická studia na Univerzitě Karlově v Praze (promoce v prosinci 1923). V červenci 1926 byl jmenován důstojníkem v oddělení vojenské kontroly. Zástupcem přednosty Kontrolního sboru vojenské správy se stal od dubna 1928. Do funkce přednosty V./3. oddělení (finančního a komerčního) Ministerstva národní obrany byl jmenován v listopadu 1936 a v červenci 1937 byl povýšen do hodnosti generála. V této funkci jej zastihla nejen mobilizace v roce 1938, ale i německá okupace Čech a Moravy 15. března 1939.

### Za protektorátu

#### Zapojení do Obrany národa
Po vytvoření Protektorátu Čechy a Morava zastával od dubna 1939 pozici přednosty III. odboru (finančního) Ministerstva národní obrany v likvidaci. Ještě během rozpouštění československé branné moci (jaro, léto 1939) navázal kontakt s Ústředním vedením ilegální vojenské odbojové organizace Obrana národa (ON). Ještě před svým penzionováním (v prosinci roku 1939) se mu z pozice jeho armádní funkce podařilo převést pro potřeby ON značné finanční částky z prostředků likvidovaného Ministerstva národní obrany.

#### Ilegální pomoc rodinám
Jednou z důležitých funkcí domácího odboje byla i nelegální finanční podpora rodin důstojníků a vojáků, kteří byli zatčeni německými bezpečnostními složkami, byli dlouhodobě vězněni či se museli nelegálně přesunout mimo protektorát a zde fungovat v řadách členů zahraničního protiněmeckého odboje.  Tato činnost v sobě zahrnovala dvě složky: na jedné straně to bylo získávání finančních částek tak, aby to nevzbudilo pozornost protektorátních orgánů a na druhé straně jejich nenápadná, leč pravidelná distribuce potřebným rodinám.
Touto probelmatikou se Obrana národa zabývala již od samotného svého počátku (v březnu 1939) ještě v době letní likvidace (rozpouštění) prvorepublikové armády. Jeden ze zakládajících členů ON – velitel ilegálního štábu ON v první její garnituře – plukovník Čeněk Kudláček se v této věci obrátil na svého známého z dob studia v Českých Budějovicích, kterým byl vojenský duchovní podplukovník Msgre. Jaroslav Janák. Kudláček i Janák navštívili následně přednostu kontrolního sboru vojenské správy generála JUDr. Viktora Spěváčka, kde se dozvěděli o místech a původu finančních prostředků, jimiž může domácí odboj do začátku disponovat.
Jednim z finančních zdrojů byla například částka 100 tisíc Kč, jenž byla (z rozkazu generála MUDr. Vladimíra Haeringa) deponována u Československého červeného kříže. Další částkou byl obnos 500 tisíc Kč. To byly finanční prostředky (z rekreačních fondů Dr. Emila Háchy) uvolněné předsednictvem vlády na rozkaz generála Aloise Eliáše s vědomím protektorátního prezidenta Dr. Emila Háchy. Tato suma byla deponována na dvou vkladních knížkách u Zemské banky a jejím předáním do rukou domácího odboje byl pověřen vrchní odborový rada vojenské kanceláře prezidenta republiky plukovník generálního štábu Josef Eret. Oba tyto finanční obnosy nakonec převzal Msgre. Jaroslav Janák a rozdělil je na trojici vkladních knížek u Legiobanky. Tyto peníze Janák následně distribuoval prostřednictvím Katolické Charity a po dohodě s jejím tehdejším ředitelem Msgre. PhMr. Eduardem Olivou. Katolická Charita měla k tomuto účelu nejen dobře sehraný personál, ale poskytovala charakterem své statutární činnosti (pomoc rodinám v nouzi) i krytí před německými represivními složkami (gestapo, Sicherheitsdienst).
Finanční operace prováděné ve prospěch Obrany národa se odehrávaly přes Obchodně živnostenskou záložnu s vědomím ředitele tohoto peněžního ústavu, kterým byl Karel Helmich. Tato finanční instituce sídlila v rohové budově na adrese Jugoslávská 136/19 v Praze 2 a většinu zdejších účtů spravoval Viktor Spěváček. Celkově se jednalo o částku kolem dvou milionů korun. Vkladní knížky s prostředky určenými na podporu rodin byly vedeny na smyšlená krycí jména a měly jednotné heslo, které znělo: „Labe“. Kromě výše uvedených zdrojů pocházely peníze pro odboj ze Zbrojovky Brno, od exilové zpravodajské služby, od soukromých osob, z Legiobanky, od továrny Explosia v Semtíně, od Vojenského knižního vydavatelství VOK a z vydavatelství Vaněk.

Lidé v domácím odboji kolem Viktora Spěváčka
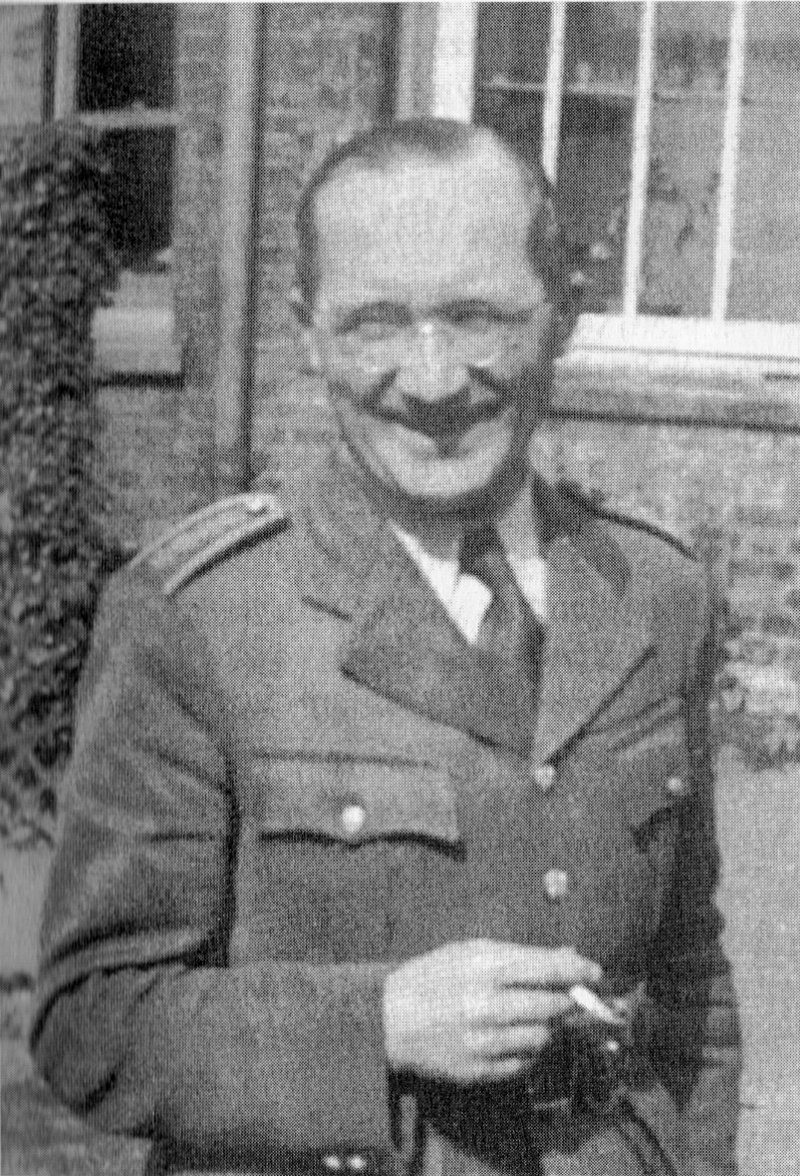
Čeněk Kudláček
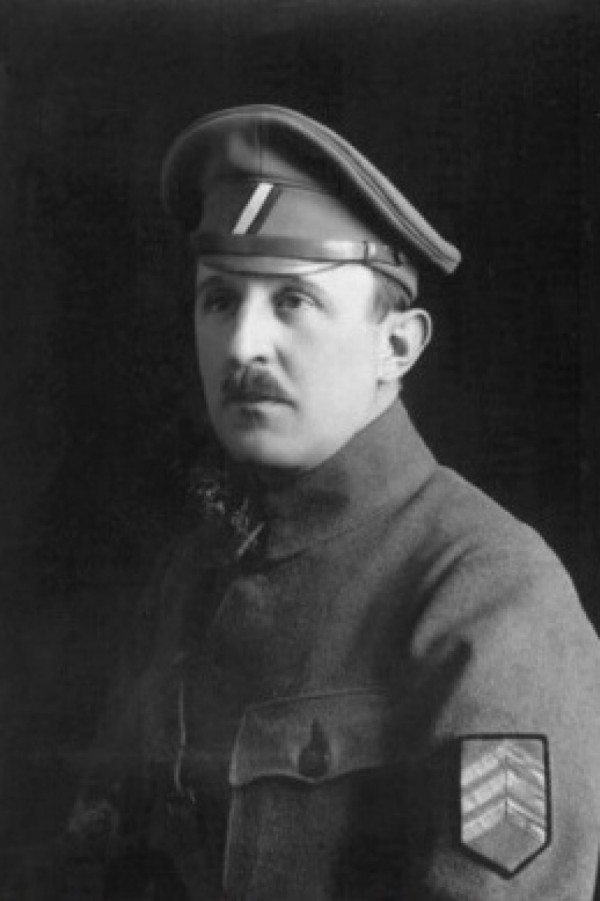
Vladimír Haering
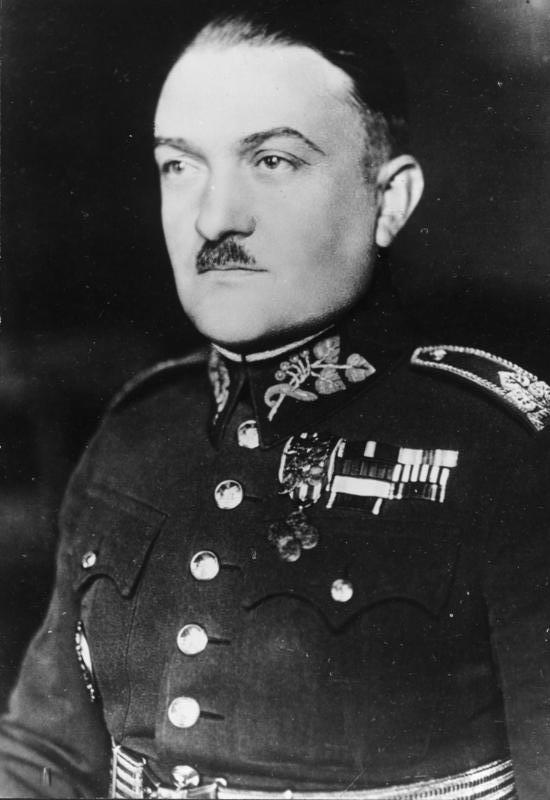
Alois Eliáš
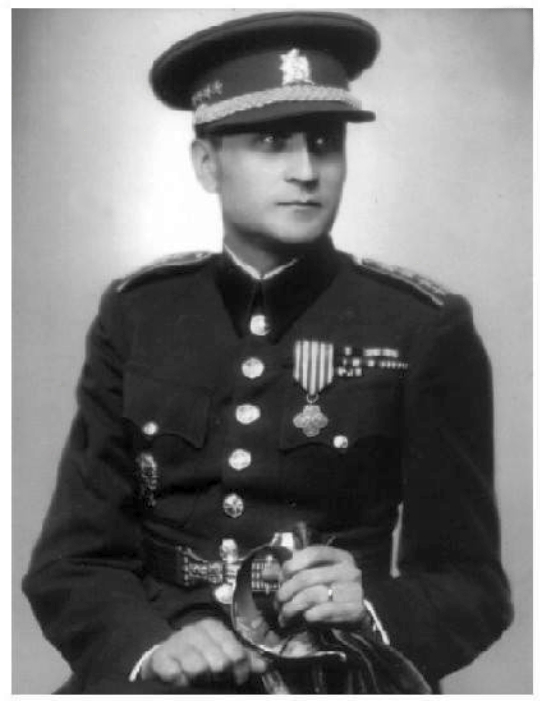
Josef Eret
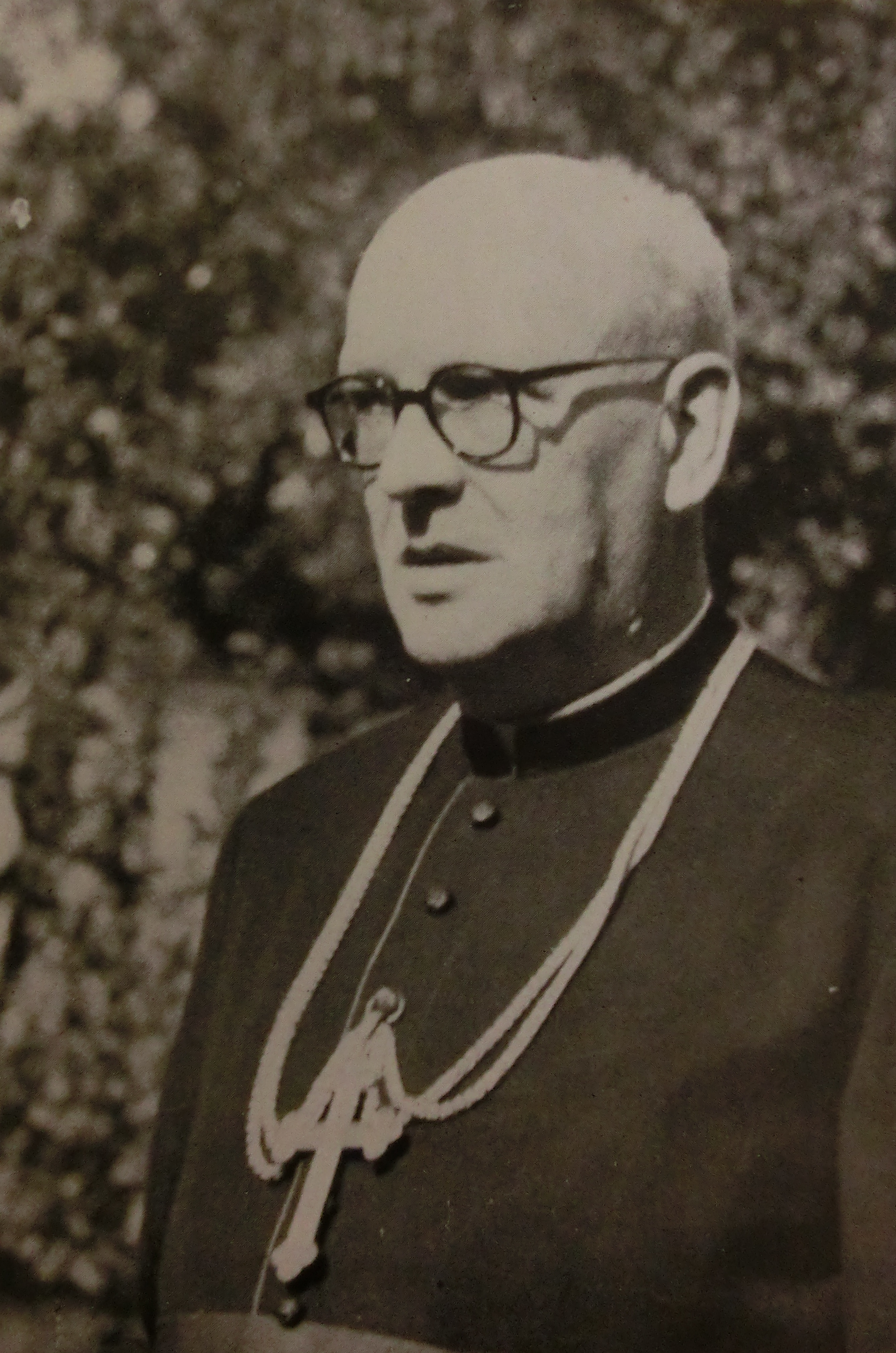
Eduard Oliva

#### Zatčení, věznění, ...
Jeho činnost v odbojové organizaci ON však byla záhy německými bezpečnostními složkami (gestapo, sicherheitsdienst) odhalena a generál Viktor Spěváček byl na podzim 1939 zatčen.
Po výsleších byl Viktor Spěváček, aniž by prošel soudním procesem před Lidovým soudním dvorem (Volksgerit), deportován do koncentračního tábora (respektive věznice gestapa) v malé pevnosti Terezín, kde po necelých dvou letech na následky útrap dne 4. července 1941 zemřel.

## Povýšení, vyznamenání
Po skončení druhé světové války byl v říjnu 1946 posmrtně povýšen do hodnosti generála šéfa intendantstva (in memoriam). Viktor Spěváček získal za svoji vojenskou činnost mimo jiné tato ocenění:
| Letopočet | Stužka                                    | Popis vyznamenání                                            |
| --------- | ----------------------------------------- | ------------------------------------------------------------ |
| 1918      | Řád svaté Anny, III. třídy s meči a mašlí | Ruský imperátorský Řád svaté Anny, III. třídy s meči a mašlí |
| 1921      | Československý válečný kříž 1914–1918     | Československý válečný kříž 1914–1918                        |
| 1922      | Medaile vítězství                         | Československá medaile Vítězství                             |
| 1922      | Československá revoluční medaile          | Československá revoluční medaile                             |
| 1945      | Československý válečný kříž 1939          | Československý válečný kříž 1939                             |

## Čestný odznak
Čestný odznak generála JUDr. Viktora Spěváčka je nejvyšší vojenské logistické ocenění v Armádě České republiky, neboť generál Viktor Spěváček je považován za patrona vojenské logistiky AČR. Odznak byl zaveden v roce 2003 31. ředitelstvím logistické podpory ve Staré Boleslavi. Čestný odznak je udělován velitelem sil podpory těm příslušníkům české armády, kteří se významně osobně podíleli či podílejí na rozvoji české armádní logistiky.

## Dovětek
| Údaj                                          | Hodnota                                                        |
| --------------------------------------------- | -------------------------------------------------------------- |
| Jméno:                                        | Viktor                                                         |
| Příjmení:                                     | SPĚVÁČEK                                                       |
| Datum narození:                               | 24.11.1888                                                     |
| Domovská obec:                                | Vinohrady                                                      |
| Domovský okres:                               | Praha                                                          |
| Vzdělání:                                     | univerzita-práva                                               |
| Zaměstnání:                                   | bankovní úředník                                               |
| Prezenční služba u rakousko-uherského útvaru: | 58. pěší pluk                                                  |
| Rakousko-uherský útvar v době zajetí:         | 58. pěší pluk                                                  |
| Datum zajetí:                                 | 1. srpna 1916                                                  |
| Místo zajetí:                                 | Zaturecz                                                       |
| Hodnost v době zajetí:                        | poručík                                                        |
| Datum podání přihlášky do legií:              | 19. června 1917                                                |
| Místo podání přihlášky do legií:              | Carycin                                                        |
| Datum zařazení do legií:                      | 1. září 1917                                                   |
| Jednotka v době zařazení:                     | 5. střelecký pluk (Československé legie v Rusku)               |
| Hodnost v době zařazení:                      | vojín                                                          |
| Konec v legiích:                              | 15. června 1920 (Sloužil v československé armádě po roce 1918) |
| Poslední útvar v legiích:                     | 5. střelecký pluk                                              |
| Poslední hodnost v legiích:                   | kapitán                                                        |
| Povolání v letech 1918 až 1938:               | důstojník z povolání                                           |
| Účast v druhém odboji:                        | Obrana národa                                                  |
| Vězněn za nacistické okupace:                 | 1939 až 1941                                                   |
| Datum úmrtí:                                  | 4.7.1941                                                       |
| Místo úmrtí:                                  | Terezín                                                        |
| Poznámka:                                     | generál šéf intendantstva in memoriam                          |